# Abborrsjön (Kinnarumma socken, Västergötland)
Abborrsjön är en sjö i Borås kommun i Västergötland och ingår i Viskans huvudavrinningsområde. Sjön är 9 meter djup, har en yta på 0,013 kvadratkilometer och är belägen 160 meter över havet.